# Cadetes da Gasconha
Os "Cadetes da Gasconha" formaram um dos numerosos regimentos das tropas do Rei Luís XIII da França.

## Apresentação
No século XV, as grandes famílias da Gasconha criaram o hábito de colocar seus filhos caçulas a serviço do rei, criando a "Companhia dos Cadetes" ou "Cadetes da Gasconha" que seriam imortalizados primeiramente por Alexandre Dumas em seu romance de capa-e-espada "Os Três Mosqueteiros" e depois por Edmond Rostand em sua comédia "Cyrano de Bergerac".

## Personalidades associadas
Os "Cadetes de Gasconha" contaram em suas fileiras com:
- Jean Louis de Nogaret de La Valette
- Savinien Cyrano de Bergerac
- Antonin Nompar de Caumont

## Universo fictional
- Le Cadet de Gascogne, vaudeville de 1836 de Jacques Arago
- Un Cadet de Gascogne, livro de Rodolphe Bringer de 1900
- Les Cadets de Gascogne, filme de Emmanuel Bourdieu de 2003
- Cadets de Gascogne. La maison de Marsan de Cauna, 4 tomos, história e genealogia, de Jacques de Cauna, 2000-2006